# Bagism
Der Begriff Bagism (abgeleitet vom englischen Wort bag für ‚Sack‘, eine deutsche Übersetzung entspräche etwa dem Wort „Sackismus“) wurde von John Lennon und Yoko Ono während ihrer Friedenskampagne Ende der 1960er Jahre geprägt. In Wien gaben sie 1969 vollständig von einem Sack bedeckt vor Reportern ein Interview auf einer gut besuchten Pressekonferenz.

## Worterklärung
Bagism ist eine Satire auf stereotypes Denken und Voreingenommenheit, um darauf aufmerksam zu machen, dass das Beachten von Äußerlichkeiten wie Kleidung, langen Haaren oder Alter die Kommunikation zwischen Menschen stören kann. Die Idee, in einem Sack völlig verhüllt zu sprechen, soll die Idee purer Kommunikation vermitteln. Anstatt auf Äußerlichkeiten zu achten, kann der Zuhörer sich auf die reine Botschaft konzentrieren.

## Bagismin Liedern der Beatles

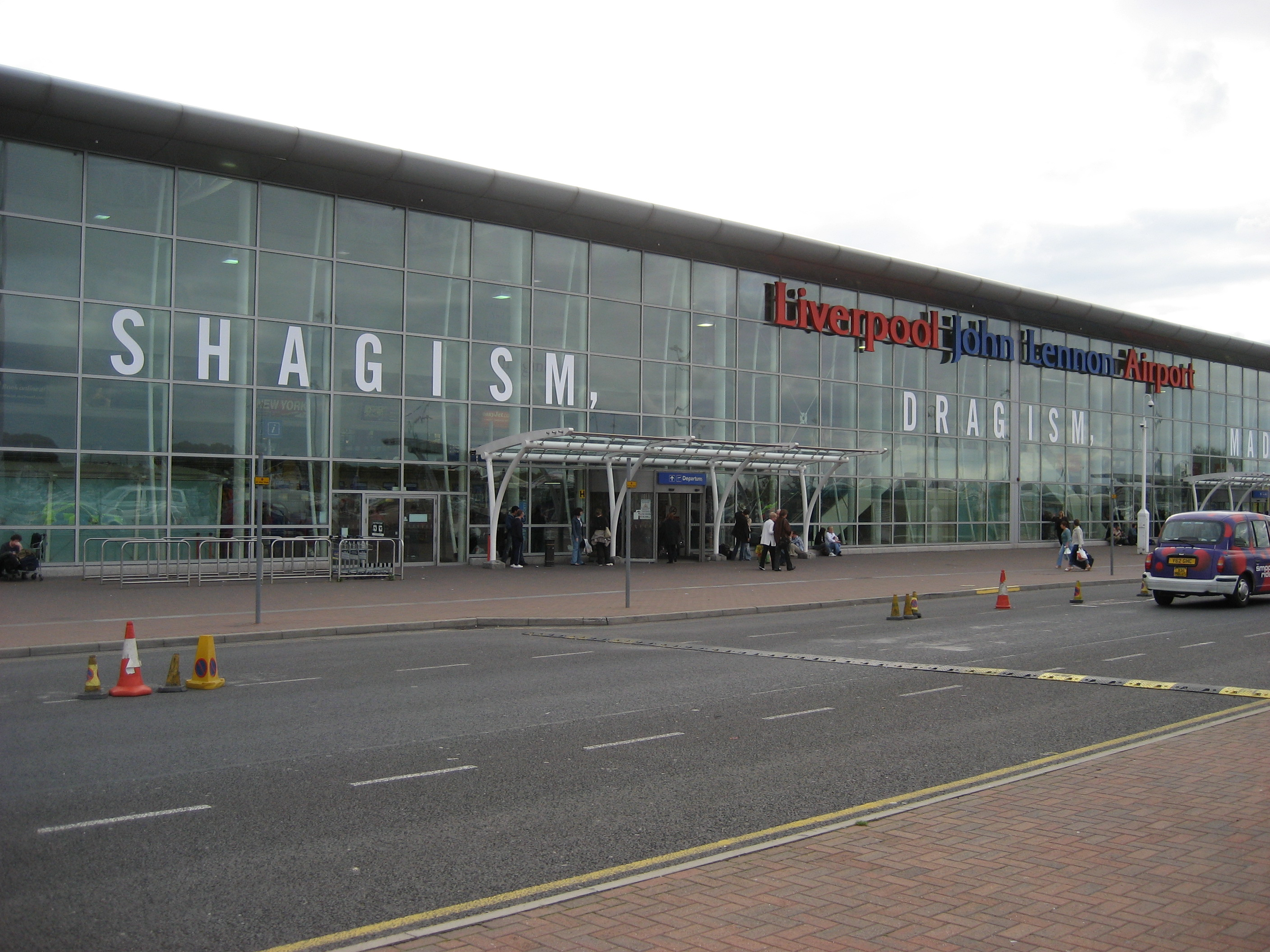
John Lennon Airport in Liverpool, 2006

Bagism wird in zwei Liedern der Beatles erwähnt, erstmals in der Zeile “…eating chocolate cake in a bag” des Stücks The Ballad of John and Yoko. Das Essen von Schokoladenkuchen in einem Sack ist dabei eine Anspielung auf die Pressekonferenz in Wien. Die erwähnte Schokoladentorte ist die Sachertorte, die Hausspezialität des Hotels Sacher. In dem weltbekannten Hotel wurde die Pressekonferenz abgehalten. Zum zweiten Mal taucht der Begriff „bag“ im Lied Come Together in der Zeile “…he bag production…” auf, die sich auf Lennons Public-Relations-Firma Bag Productions Ltd. bezieht.
In Lennons Song Give Peace a Chance nimmt die Zeile “Everybody’s talkin’ about Bagism, Shagism…” Bezug auf Bagism. Im Herbst 2006 wurde ein Teil dieser Textzeile in den Fenstern der Eingangshalle des Liverpooler John Lennon Airports gezeigt. Weitere Liedertexte zieren das gesamte Flughafengebäude.

## Internet
Im Jahr 1996 schuf Sam Choukri die Webseite Bagism.com, die viele Hintergründe über das Paar enthält.